# Родман (Њујорк)
Родман (енгл. Rodman) насељено је место без административног статуса у америчкој савезној држави Њујорк.

## Демографија
По попису из 2010. године број становника је 153.
| Група             | 2000.    | 2010.       |
| Белци             | 0 (0,0%) | 148 (96,7%) |
| Афроамериканци    | 0 (0,0%) | 0 (0,0%)    |
| Азијати           | 0 (0,0%) | 2 (1,3%)    |
| Хиспаноамериканци | 0 (0,0%) | 0 (0,0%)    |
| Укупно            | 0        | 153         |